# António Henrique Rodrigo de Oliveira Marques
António Henrique Rodrigo de Oliveira Marques (ur. 23 sierpnia 1933 roku w São Pedro do Estoril, zm. 23 stycznia 2007 roku w Lizbonie) – portugalski historyk.

## Wykształcenie
Uczęszczał do liceum Camões e Gil Vicente w Lizbonie, następnie studiował historię i filozofię na Uniwersytecie Lizbońskim. Po magisterium odbył staż na Uniwersytecie w Würzburgu w Niemczech. W 1960 roku doktoryzował się na podstawie dysertacji na temat stosunków między miastami Hanzy a Portugalią w średniowiecznej Europie.

## Praca zawodowa
Od 1956 roku był asystentem na macierzystej uczelni, po doktoracie objął stanowisko adiunkta, które utracił w 1962 roku w związku z poparciem strajków studenckich przeciwko rządowi Salazara. Od 1965 przebywał w Stanach Zjednoczonych, gdzie wykładał na kilku uniwersytetach i w instytucjach kulturalnych, między innymi: w Auburn, na Florydzie, na Uniwersytecie Columbia, w Minnesocie i w Chicago. Powrócił do Portugalii po pięciu latach, jednak pracę akademicką rozpoczął dopiero po rewolucji goździków w 1974 roku. Od 1974 przez dwa lata był również dyrektorem Biblioteki Narodowej w Lizbonie. W 1976 roku został profesorem na powstałym po rewolucji Universidade Nova de Lisboa. Był tam twórcą i do połowy lat 80. przewodniczącym wydziału nauk społecznych. W 1980 roku z jego inicjatywy powołano również Centrum Studiów Historycznych. Jest autorem ponad 50 książek. Jako historyk koncentrował się na średniowieczu, portugalskiej Pierwszej Republice i masonerii. W Polsce najbardziej znany jest z dwutomowej „Historii Portugalii” opublikowanej po polsku w 1987 roku.

## Odznaczenia
- Wielki Krzyż Orderu Wolności (1988)[1];
- Doktor honoris causa Uniwersytetu La Trobe w Australii (1997)[1].

## Upamiętnienie
Istniejące od 1969 roku Stowarzyszenie Hiszpańsko–Portugalskich Studiów Historycznych przyznaje nagrodę jego imienia za prace naukowe na temat historii Portugalii publikowane w językach portugalskim, angielskim, hiszpańskim, katalońskim, włoskim i francuskim.